# Karol Krauss
Karol Krauss (ur. 7 czerwca 1871 w Szkle, zm. 25 lipca 1945 w Krakowie) – generał brygady Wojska Polskiego, kawaler Orderu Virtuti Militari.

## Życiorys
Urodził się 7 czerwca 1871 w Szkle, w powiecie jaworowskim, w rodzinie Henryka i Marii z Waszczyńskich. Kształcił się we Lwowie. Ukończył Szkołę Kadetów Piechoty w Łobzowie. Od 18 sierpnia 1890 był zawodowym oficerem piechoty cesarskiej i królewskiej Armii. Walczył w I wojnie światowej. W 1914 został ranny pod Buskiem i wzięty do niewoli rosyjskiej. Uciekł z niej w 1917 i jako dowódca batalionu, a później 109 pułku piechoty walczył na froncie włoskim. W czasie służby w c. i k. Armii awansował na kolejne stopnie: kadeta (1890), porucznika (1892, nadporucznika (1896), kapitana 2. klasy starszeństwo z 1 maja 1906, kapitana 1. klasy, majora (1915) i podpułkownika (1917).
24 listopada 1918 został organizatorem i pierwszym dowódcą 30 pułku piechoty im. Króla Jana Sobieskiego, na czele którego walczył w obronie Lwowa przed Ukraińcami. Pułkiem dowodził do 1 lipca 1919 (w międzyczasie jednostka dwukrotnie zmieniła nazwę na 3 pułk Strzelców Lwowskich i 40 pułk piechoty Strzelców Lwowskich). Następnie był komendantem szkoły oficerskiej w obozie ćwiczebnym Frontu Galicyjskiego.
W czasie wojny z bolszewikami, od 25 lutego do 14 czerwca 1920, dowodził 13 pułkiem piechoty oraz XV Brygadą Piechoty w 8 Dywizji Piechoty i XXXII Brygadą Piechoty. 22 maja 1920 został zatwierdzony z dniem 1 kwietnia 1920 w stopniu pułkownika piechoty, w grupie oficerów byłej armii austro-węgierskiej.
1 września 1921 mianowany został dowódcą piechoty dywizyjnej 16 Dywizji Piechoty. 1 listopada 1923 został mianowany zastępcą dowódcy Okręgu Korpusu Nr II w Lublinie. Jego ówczesny przełożony, generał dywizji Jan Romer napisał o nim w swoich „Pamiętnikach”: „człowiek to wyjątkowej obowiązkowości, sumienności, zdolności i pracy, wyróżnia się wiedzą, doświadczeniem, sądem w pracy, energii moralnej i fizycznej; należy do jednostek wyjątkowych”. 19 października 1924 został mianowany dowódcą 27 Dywizji Piechoty w Kowlu.
1 grudnia 1924 Prezydent RP, Stanisław Wojciechowski na wniosek Ministra Spraw Wojskowych, generała dywizji Władysława Sikorskiego awansował go na generała brygady ze starszeństwem z dniem 15 sierpnia 1924 i 6. lokatą w korpusie generałów.
Z dniem 1 marca 1927 został mu udzielony dwumiesięczny urlop z zachowaniem uposażenia, a z dniem 30 kwietnia tego roku został przeniesiony w stan spoczynku. Przez cały okres dowodzenia dywizją jego zastępcą (dowódcą piechoty dywizyjnej) był pułkownik Stanisław Tarabanowicz, także oficer byłej c. i k. Armii. 11 lutego 1927 inspektor armii, generał broni Lucjan Żeligowski w piśmie do Generalnego Inspektora Sił Zbrojnych, marszałka Polski Józefa Piłsudskiego stwierdził: „poczuwam się do obowiązku zameldowania Panu Marszałkowi, że podczas moich inspekcji miałem możność stwierdzenia wyjątkowo gorliwej i wydatnej pracy gen. Kraussa, stawiającej go w rzędzie generałów o dużym autorytecie i wysokich zaletach żołnierskich. Gdybym był z tytułu mojego stanowiska pytany o opinię wypowiedziałbym się za pozostawieniem gen. Kraussa w służbie czynnej, za zwolnieniem natomiast dowódcy piechoty dywizyjnej 27 DP, płk. Tarabanowicza, który istotnie, według mego zdania, żadnych wartości służbowych nie reprezentuje”. Opinia generała Żeligowskiego, oficera byłej armii rosyjskiej, nie wpłynęła na zmianę decyzji o przeniesieniu generała Kraussa w stan spoczynku, jednak niewątpliwie przyczyniła się do spensjonowania pułkownika Tarabanowicza, co nastąpiło pięć miesięcy później.
W ramach osadnictwa wojskowego otrzymał działkę o powierzchni 13 ha w Markowiczach (gmina Chorów, powiat horochowski). W 1936 przeprowadził się do Zułowa.
Po agresji sowieckiej na Polskę w 1939 przeniósł się do Krakowa. Tam 25 lipca 1945 zmarł. Został pochowany na Cmentarzu Wojskowym przy ul. Prandoty w Krakowie.
Był żonaty ze Stefanią z Drzymalików, z którą miał syna Alfreda Henryka Mariana (ur. 1902), doktora wszech nauk lekarskich, podporucznika lekarza pospolitego ruszenia Wojska Polskiego, w 1936 dyrektora Szpitala Międzykomunalnego w Baranowiczach.

## Ordery i odznaczenia
- Krzyż Srebrny Orderu Wojskowego Virtuti Militari nr 2401 – 19 lutego 1922[20][21]
- Krzyż Walecznych czterokrotnie[13][22] (po raz pierwszy w 1921 „za męstwo i osobistą odwagę okazane w walce z nieprzyjacielem w obronie Ojczyzny”[23][24])
- Odznaka za Rany i Kontuzje z jedną gwiazdką